# Decomioides
Decomioides is een geslacht van wantsen uit de familie van de Miridae (Blindwantsen). Het geslacht werd voor het eerst wetenschappelijk beschreven door Schuh in 1984.

## Soorten
Het genus bevat de volgende soorten:

- Decomioides bacchusi Schuh, 1984
- Decomioides brassi Schuh, 1984
- Decomioides innotata (Carvalho, 1956)
- Decomioides kazutakai Yasunaga, 2010
- Decomioides novobritannicae Schuh, 1984
- Decomioides philippinensis Schuh, 1984
- Decomioides pulla Schuh, 1984
- Decomioides schneirlai Schuh, 1984
- Decomioides similis Schuh, 1984
- Decomioides verucundus Yasunaga, 2010